# Josep Rodríguez i Martra
Josep Rodríguez i Martra, Josepet de Sants (Reus, 1835 - Barcelona, 1893)
Josep Rodríguez era propietari d'un cafè que durant la revolució de 1868 va esdevenir molt popular a Sants.
El 1873 comandava dos batallons de l'exèrcit de la Primera República Espanyola.